# 神獄のヴァルハラゲート
『神獄のヴァルハラゲート』（しんごくのヴァルハラゲート）は、マイネットより配信されているスマートフォン向けゲームアプリ。2013年1月25日サービス開始。基本プレイ無料（アイテム課金制）。当初の開発・運営はグラニにより行われ、2018年4月よりマイネットへ移管された。

## 概要
PHPで開発され、後にC#に切り替えられた。GREE、Mobage、dゲームで配信されている。
2013年4月27日、『ドラゴンジェネシス』と本作の類似点が指摘され、グラニが『ドラゴンジェネシス』の開発元であるgumiに警告を行った。この紛争は2015年5月27日に和解が成立した。
KinKi Kidsやグラニの従業員であった坪井安奈がCMに出演した。

## ストーリー
人と神と悪魔が共存する世界「ヴァルヘイム」が舞台となっている。

## 反応
2013年5月29日までに本作の登録者は65万人となり、累計会員数は279万人に達した。GREEの人気ゲームランキングでは複数回首位を獲得している。

## 受賞歴
- GREE Platform Award 2013 - 総合大賞[8]